# Adelaide International 2021
Adelaide International 2021 — тенісний турнір, що проходив на кортах з твердим покриттям у місті Аделаїда (Австралія) з 22 по 28 лютого. Належав до категорії WTA 500, чоловічий турнір того року не проводився.

## Фінальна частина

### Одиночний розряд
Іга Свьонтек —  Белінда Бенчич 6–2, 6–2

### Парний розряд
Алекса Гуарачі /  Дезіре Кравчик —  Гейлі Картер /  Луїза Стефані 6–7(4–7), 6–4, [10–3]